# Centro Educativo Recreativo Associação Atlética São Mateus
El Centro Educativo Recreativo Associação Atlética São Mateus és un club de futbol brasiler de la ciutat de São Mateus a l'estat d'Espírito Santo.

## Història
El club va ser fundat el 13 de desembre de 1963. Guanyà la segona divisió estatal els anys 1987 i 2008 i el campionat capixaba de primera divisió el 2009 i el 2011.

## Palmarès
- Campionat capixaba:
  - 2009, 2011

- Campionat capixaba de Segona Divisió:
  - 1987, 2008

## Estadi
El Centro Educativo Recreativo Associação Atlética São Mateus juga els seus partits com a local a l'Estadi Manoel Moreira Sobrinho, anomenat Estadi Sernamby. Té una capacitat màxima per a 4.600 espectadors.